# L'Énigme (pièce de théâtre)
Pour les articles homonymes, voir Énigme (homonymie).
L'Énigme est une pièce de théâtre en 2 actes de Paul Hervieu, représentée pour la première fois à la Comédie-Française le 5 novembre 1901, après avoir été écrite et reçue par le Comité de lecture en 1899.

## Argument
Deux frères, Raymond et Gérard de Gourgiran, sont deux gentilshommes de province, aux mœurs rurales et à la morale sévère et intransigeante. Un matin, ils surprennent un de leurs invités, Vivarce, sortant du couloir qui dessert les chambres de leurs femmes, Giselle et Léonore. Bien que Vivarce nie tout en bloc, il ne fait aucun doute pour les deux frères qu’une de leurs femmes a commis un adultère, et pour cela mérite la mort. Mais s’il y a une coupable, il y a aussi une innocente, et il ne s’agit pas de se tromper. Qui est qui ? Toute l’énigme est là...
Devant les dénégations, puis le silence de Vivarce, les deux frères interrogent tour à tour leurs femmes pour découvrir la vérité. Le suspense est maintenu jusqu’à la fin, tant pour l’identification de la coupable que pour la nature du châtiment : Vivarce s'échappe, on entend un coup de feu, un laquais accourt leur apprendre qu'il s'est suicidé, Léonore : « Il est mort... Gérard, étrangle-moi, il était mon amant ! »

## Quelques répliques
Gérard : « Celui qui me prendrait ma femme, je le tuerais sans une hésitation, comme je suis prêt à me faire tuer pour elle, ou pour défendre mon pays, mes biens… »
Neste : « Moi qui ne reconnais même pas à la société le droit de mort, je crie de toute ma force que ce droit ne saurait appartenir à l’individu… » (acte I, scène VII).
Neste : « Il faut une justice ici-bas, et que nul n’y paie plus cher que ne vaut la faute ! » (acte II, scène XIII).
Vivarce : « Vous n’aurez pas connu le goût de l’amour dont on meurt, et c’est moi qui vous plains ! » (acte II, scène XIII).
Gérard : « Ce sont les hommes de notre espèce qui, à travers les temps, assurent le règne du mariage, en veillant sur lui, les armes à la main, comme sur une Majesté » (acte II, scène XIX).

## Distribution
| Acteurs et actrices ayant créé les rôles |                   |
| Personnage                               | Acteur ou actrice |
| Raymond de Gourgiran                     | Eugène Silvain    |
| Marquis de Neste                         | Le Bargy          |
| Gérard de Gourgiran                      | Paul Mounet       |
| Laurent, garde-chasse                    | Louis Ravet       |
| Vivarce                                  | Henry Mayer       |
| Un domestique                            | Laty              |
| Léonore de Gourgiran                     | Julia Bartet      |
| Giselle de Gourgiran                     | Marthe Brandès    |

## Filmographie
- La pièce a été adaptée au cinéma en 1921 par Jean Kemm, avec Henry Krauss, Henry Mayer, Camille Bert.